# Patrick Crooijmans
Patrick Crooijmans (Sluis, 1968) was jarenlang bekend als radiojournalist. Hij werkte sinds 1985 als verslaggever, presentator en nieuwslezer voor verscheidene regionale en landelijke omroepen. Als nieuwslezer was Crooijmans te horen bij het NOS Radionieuws en ook werkte hij enige tijd voor de Wereldomroep en het ANP.
Zijn radioloopbaan begint in België, waar in de jaren tachtig lokale commerciële radio mogelijk wordt. Onder het pseudoniem Patrick van Beek werkt hij onder meer voor Radio Popular en Radio Noordzee, twee Nederlandse zenders die vanuit de grensplaats Watervliet (België) hun programma's richten op Nederland. Later presenteert hij enige tijd het ochtendprogramma 'Goedemorgen Waasland' bij Radio 77 in Sint Niklaas. 
Sinds 2022 is Crooijmans bekend van zijn populaire YouTube kanaal “Vandaag de dag, met de camper op pad”. Waarin hij met de camper populaire plaatsen in binnen- en buitenland bezoekt.